# روب بولدن
روب بولدن (بالإنجليزية: Rob Bolden)‏ هو لاعب كرة قدم أمريكية أمريكي، ولد في 20 فبراير 1992 في ديترويت في الولايات المتحدة.